# Krupp-Protze
«Krupp-Protze» (неофіційна назва «Schnauzer» (укр. «Пикатий»)), заводські індекси L 2 H 43 та L 2 H 143 — німецький шестиколісний, тривісний, артилерійський тягач, з колісною формулою 6×4, часів Другої світової війни. Використовувався, також, як спеціалізований автомобіль — платформа та тягач для спеціального обладнання, протитанкових і зенітних гармат. Головною бойовою задачею на початку експлуатації було буксирування артилерії, зокрема 37-мм Pak 35/36 та як транспортний засіб мотопіхоти. Складався на заводах концерну Friedrich Krupp AG з 1934 по 1941.

## Військові індекси
За системою умовних позначень та нумерації військової техніки Вермахту, автомобіль мав індекс за спеціальною номенклатурою. Індекс складався з абревіатури Kfz (нім. Kraftfahrzeug) і порядкового номера, вказаного арабськими цифрами.
- Kfz.19 — Мобільна телефонна станція[2]. Закритий дерев'яний фургон, відділення для речей позаду. Екіпаж складався з водія та п'яти телефоністів
- Kfz.21 — Штабний автомобіль, з суцільнометалевим відкритим, типу «кабріолет», 4-дверним кузовом
- Kfz.61 — Машина радіозв'язку. Закритий дерев'яний фургон[3]
- Kfz.68 — Розкладна, або телескопічна радіоантена (радіощогла). Комплектувався фургонами фірм Magirus або Einheits-Diesel
- Kfz.69 — Тягач для буксирування 37-мм протитанкової гармати Pak 35/36. Забезпечувалися відкритими чотиримісними кузовами з двома 2-х місними сидіннями, зверненими спинками один до одного, між якими розташовувалися зарядні ящики. Також, контейнери з боєкомплектом встановлювалися над крилами середньої та задньої осями
- Kfz.70 — Транспортер мотопіхоти, міг бути озброєний кулеметом MG 34, дерев'яний кузов, з тентом, або без нього. Екіпаж від 8 до 10 чоловік, включаючи водія. Використовувався, також, як звичайна вантажівка
- Kfz.81 — Шасі з платформою для встановлення 2 cm Flak 30/Flak 38 зенітної гармати[1]. Міг використовуватися як платформа під протитанкову (Pak 35/36) гармату. Екіпаж шість чоловік, окрім водія
- Kfz.83 — Встановлено 8 кВт електрогенератор, та/або легкий прожектор діаметром 60 см. Також, прожектор міг буксируватися. В комплектацію машини входив барабан з кабелем[4]. Екіпаж складався з водія та 4-х солдатів

## Історія створення та експлуатації

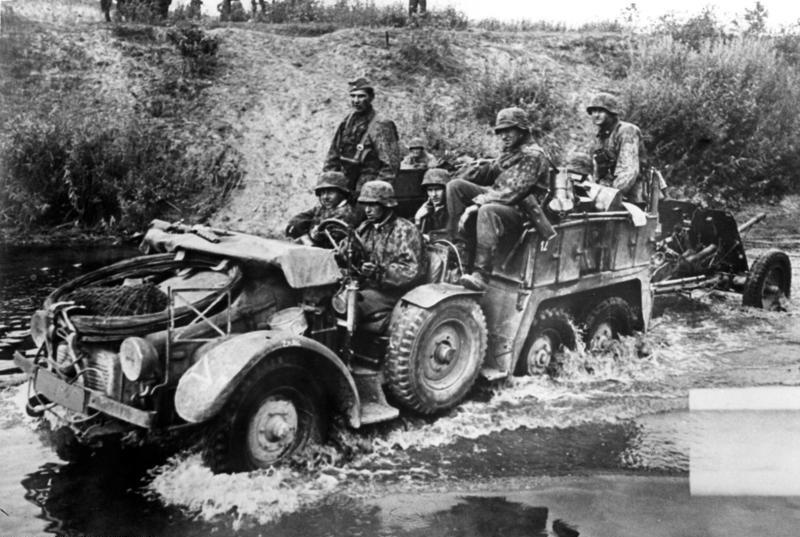
Krupp-Protze Sd.kfz 69, дивізія СС «Тотенкопф», вересень 1941

Концерн Фрідріх Крупп АГ почав випускати вантажівки у 1906. В кінці Першої світової війни створено повнопривідний «КруппДаймлер» (нім. «Krupp-Daimler»). Застосовувався як тягач для візки артилерії великого калібру, приміром мортири 21 cm Mörser 16, разом з прислугою, та шасі для встановлення зенітних кулеметів, або 77-мм гармати Круппа.
У 1920 при концерні Круппа було офіційно утворено автомобільне відділення — «Фрідріх Крупп АГ, Крафтвагенфабрік» (нім. «Friedrich Krupp AG, Kraftwagenfabrik»), яке розпочало розробку армійської автотехніки на ельзаському військовому заводі в Мюльхаузені (зараз Мюлуз, Франція).
Krupp-Protze було розроблено у 1929. Складався під марками L 2 H 43 та L 2 H 143 з 1934 по 1941, на заводах концерну Friedrich Krupp AG, був легко впізнаваний, мав сучасний та оригінальний дизайн. Ззовні машина виділялася коротким похилим капотом з вузькою лицьовою решіткою, за якою розташовувався горизонтальний 4-циліндровий опозитний бензиновий двигун.
Прихід до влади у Німеччині Адольфа Гітлера, дозволив отримати велике замовлення на багатоцільові однотонні автомобілі-тягачі з колісною формулою 6×4, які відомі під неофіційними назвами: «Krupp-Protze» — «Артилерійський передок» ), або «Schnauzer», від «schnauze» — «Пикатий».
Автомобіль активно застосовували під час аншлюсу Австрії, окупації Чехословаччини, зокрема Судет, повернення Мемеля, у Легіоні «Кондор» під час громадянської війни в Іспанії (Sd.kfz 69/70), на всіх європейських та північно-африканському театрах воєнних дій Другої світової війни. Гарно проявив себе на фронтах німецько-радянської війни, витримуючи бездоріжжя та міцні морози, проте, є свідчення про перегрів двигунів під час боїв у Африці.
Конструкція Krupp-Protze і дотепер вважається однією з найоригінальніших серед військових машин цього класу.

### Виробництво
У 1934 почався випуск першої серії Krupp-Protze — L 2 H 43, що продовжувався по 1936. Виготовлявся на заводах Круппа у містах Ессен та Мюльхаузен. Із 1937 по 1941 вироблялася найвідоміша і найпоширеніша модифікація машини «Круппа» — модернізований багатоцільовий автомобіль-тягач L 2 H 143 з 60-сильним бензиновим двигуном. У 1937—1938 на базі шасі L 2 H 143 фірма «Даймлер-Бенц» побудувала 20 дослідних кулеметних бронетранспортерів. Ця модифікація отримала індекс Sd.Kfz.247 Aust.A. Зварний, відкритий зверху корпус, був заброньований 8-мм бронею, оснащувався бензиновими двигунами потужністю 60 та 70 к.с. Екіпаж складався з шести осіб. При збільшенні бойової маси до 5200 кг швидкість руху не змінилася.
Близько 300 одиниць Krupp-Protze моделі L 2 H 143 без кузовів надійшли для потреб угорської армії у 1937. Експлуатувалися під назвою 37M. Власні кузова виготовляла місцева фірма «Урі» («Uhry»).
У 1939—1940 на базі шасі L 2 H 143 було зібрано шість тривісних, шестиколісних, представницьких Kfz. 21. Авто мало відкритий 6-ти місний, суцільнометалевий кузов типу «кабріолет», розробки відомої німецької фірми виробника кузовів «Хебмюллер» (нім. «Hebmüller») з елегантним переднім облицюванням та високим фальш-радіатором і двома запасними колесам, що закріплювалися на багажнику.
У 1941 щомісячно виготовляли близько 200 авто. Загальний обсяг виробництва склав близько 7000 одиниць. Вироблявся під заводськими індексами L 2 H 43 у 1934–1936 та L 2 H 143 у 1937–1941. Найбільший обсяг виробництва припав на Kfz.70 — приблизно 3360 машин (≈48% від загального обсягу), Kfz.69 — приблизно 3150 (≈45%), Kfz.68 та Kfz.81 — приблизно по 210 (≈по 3%), решта, близько одного відсотка (70 машин) на інші індекси.

## Технічні характеристики та оснащення автомобіля
- Компонування: FMR
- Габаритні розміри, метрів[7]:

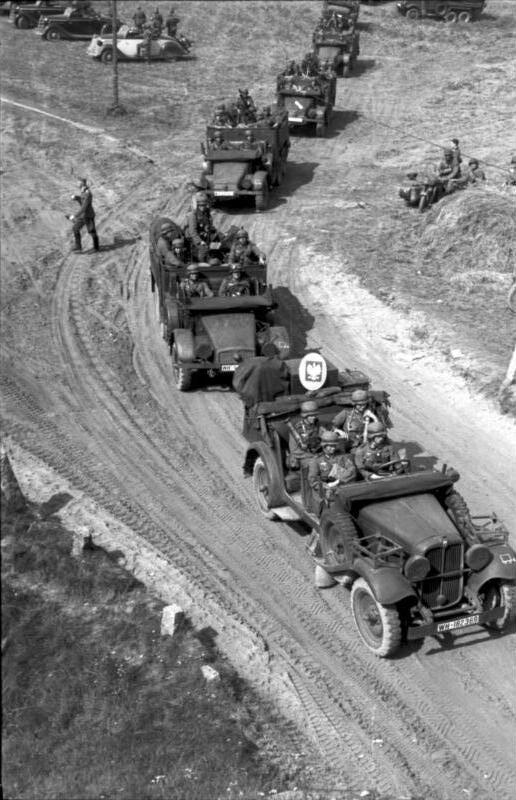
Вторгнення у Польщу

  - Тягач для буксирування гармати — 5,10×1,96×1,93
  - Транспортер мотопіхоти, або вантажівка з тентом — 4,95×1,95×2,30
  - Фургон телефонного зв'язку та пересувна радіощогла — 5,10×1,92×2,25
- Швидкість по шосе: 70 км/г[7]
- Запас ходу: по шосе 400 км, по пересіченій місцевості — 275 км
- Витрата пального (середня) на 100 км пробігу: 24 л по шосе[<small>Вн.</small> 3]; 40 л по пересіченій місцевості
- Вага автомобіля, кг:
  - Тягач для буксирування гармати — 2450
  - Вантажівка — 2600
  - Фургон телефонного зв'язку — 2825
- Допустима повна вага автомобіля, кг:
  - Тягач для буксирування гармати — 3600
  - Вантажівка — 3750
  - Фургон телефонного зв'язку — 3680[10]
- Корисне навантаження, кг: 1150[5]
- Вага вантажу, що буксирується: 1000 кг
- Радіус повороту: 7,25 м[7]
- Кліренс: 225 мм
- Глибина подоланого броду: 600 мм
- Колісна база мм, відповідно L 2 H 43/L 2 H 143: між переднім та середнім мостом 2470/2445 плюс середнім та заднім мостом 860/910 [Архівовано 4 березня 2016 у Wayback Machine.][8]
- Колія (передня/середня/задня осі) мм:
  - L 2 H 43 — 1580/1555/1555
  - L 2 H 143 — 1585/1560/1560

### Кузов

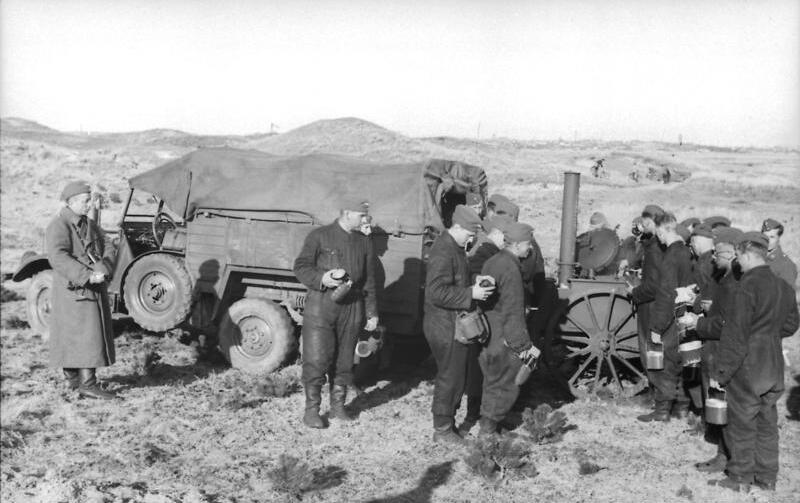
Як машина постачання, на причепі польова кухня

- Моторний відсік та кабіна суцільнометалеві, дах та двері відсутні. Попереду знаходяться два місця — водія та «пасажира». З боків кабіни розміщено два запасних (опірних) колеса, що вільно обертаються, з короткими верхніми захисними крилами розташованими над ними. Позаду розташовувався дерев'яний кузов, або фургон, платформа для встановлення легкої гармати, або різного обладнання. Міг комплектуватися тентом
- Лобове скло, окрім стандартного положення, може приймати декілька інших: рама скла опускається вперед на капот, або приблизно на 3/4 висоти частини лобового скла, що проти водія, піднімається вгору для доступу повітря в кабіну. Комплектувався додатковими бічними рухомими вітровими стеклами
- Покажчики повороту — два висувних, електро-механічних, семафорного типу. Встановлені з боків, на рівні вітрового скла, мали вигляд прямокутника подовженої форми
- Дзеркала заднього виду круглої форми

### Двигун
Krupp-Motor M 304, об'єм 3308 см³, 55 к.с., 40 кВт, (із 1936 60 к.с., 44 кВт), при 2500 об/хв, 4-тактний. Опозитний бензиновий двигун, B4L, 4 циліндри, клапани підвісні, центральній розподільчий вал, шестеренчастий привід, діаметр циліндра 90 мм, хід поршня 130 мм, ступінь стиснення 1:5,2. Змащування — циркуляція під тиском, об'єм мастила 10 л. Система охолодження — повітряна, з вентилятором [Архівовано 4 березня 2016 у Wayback Machine.] укріпленим на осі колінчастого вала

### Паливна система
- Бензобак об'ємом 110 л, розташовувався під переднім місцем пасажира
- Один карбюратор — Solex[fr] 40 BFLH

### Ходова частина та трансмісія

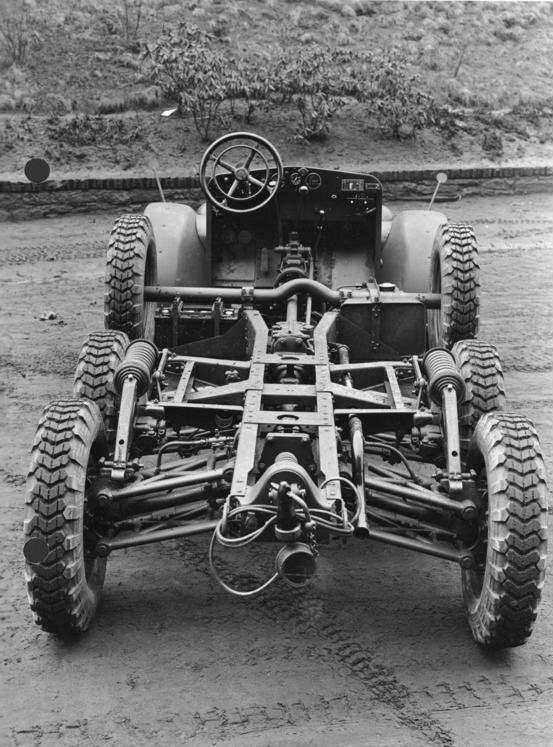
Шасі

Задній привод. Колісна формула 6×4, тобто ведучими є дві задніх осі.
- Підвіска: передня — класична ресорна, задня підвіска[11] — незалежна пружинна, змонтована на вузькій поздовжній лонжеронній рамі U-подібного (хребтового) типу, до якої жорстко кріпилися головні черв'ячні передачі з самоблокуючимися кулачковими диференціалами. Кожне ведуче колесо встановлювалося на поперечних трубчатих важелях, що кріпилися до поздовжнього штампованого балансира, який хитався навколо поперечної осі. Роль пружних елементів виконували горизонтальні гвинтові пружини [Архівовано 4 березня 2016 у Wayback Machine.] [Архівовано 4 березня 2016 у Wayback Machine.][11], що розташовувалися між кожною парою балансирів. Настільки складна система виявилася досить компактною і забезпечувала гарну пристосовність коліс до профілю шляху, дозволивши відмовитися від складного приводу на передні колеса
- Зчеплення: однодискове, сухе[8]
- Коробка передач: ZahnradFabrik-Aphon Gb35L (L 2 H 43), Gb35bL (L 2 H 143), 4-х ступінчаста механічна з двоступінчастим редуктором-демультиплікатором, 4 швидкості для руху вперед та одна назад[7]
- Колеса — радіус 17 дюймів, односкатні, два запасних, шини «Offroad» (позашляхові), рекомендований тиск 2,0 атм

### Система керування
- Рульове керування механічне, з черв'ячною передачею
- Гальма — барабанні, гідравлічний привід на всі шість коліс. Ручні — механічні на коробку передач

### Електричне обладнання
- Система запалювання — класична, з використанням свічок запалювання, акумулятор Bosch 12 В, ємність батареї — 75 А•год, розміщувався позаду водія
- Потужність генератора — 400 Вт
- Потужність стартера — інформація відсутня
- Дві фари на передніх крилах, фара дальнього світла та фара для їзди вночі, стоп-сигнал
- Очисники лобового скла, звуковий сигнал

## Близькі за характеристиками авто в інших країнах

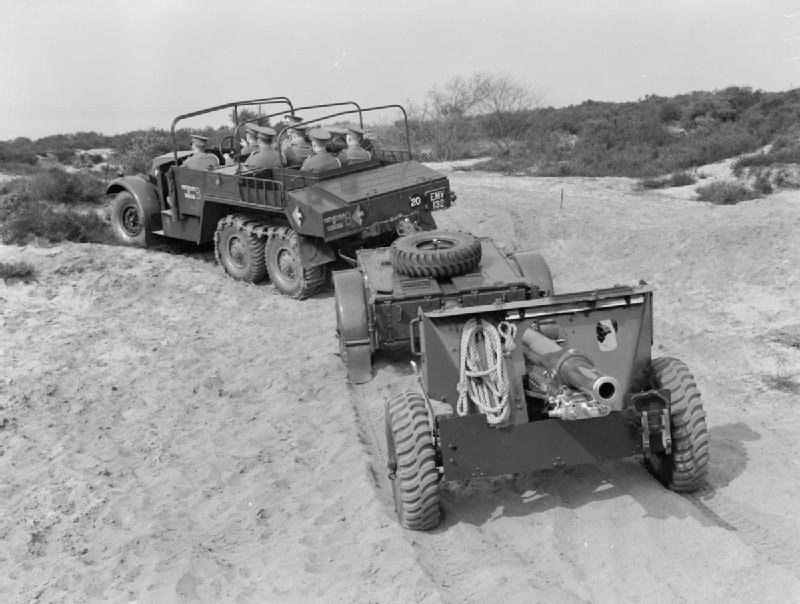
Британський Morris CDSW буксирує QF 18

В 1935–1942 британська фірма «Morris Motors» виготовляла легкий шестиколісний артилерійський тягач та евакуатор Morris CDSW з колісною формулою 6×4. Тягач оснащувався 6-циліндровим мотором (3,5 л, 60 к. с.), відкритою кабіною без дверей та коротким бортовим кузовом, 16-дюймовими односкатними шинами і лебідкою вантажопідйомністю 4 т.
Наприкінці травня, початку червня 1940, союзники втратили велику кількість CDSW під час евакуації військ з-під Дюнкерка. Частина тягачів була відновлена та використовувалася Вермахтом.

### Виноски
1. ↑  За іншими відомостями[6][7], серійне виробництво було розпочато починаючи з 1933
2. ↑  Передок — спеціалізований двоколісний візок, призначений для транспортування артилерійських гармат. Використовувався як опора хоботової частини станини. Колеса могли бути на ресорах, або встановленими жорстко. Крім свого основного призначення, передок зазвичай використовувався також для транспортування зарядних ящиків, які кріпилися до середньої частини візка. У конструкції сучасних гармат, передок, зазвичай, не використовується
3. ↑  Для порівняння у вантажівки «Opel Blitz» (вироблялася 1938—1941), вантажопідйомністю 1,5 т, витрата пального по шосе була 16,5 л на 100 км